# Gris
Pour les articles homonymes, voir Gris (homonymie).

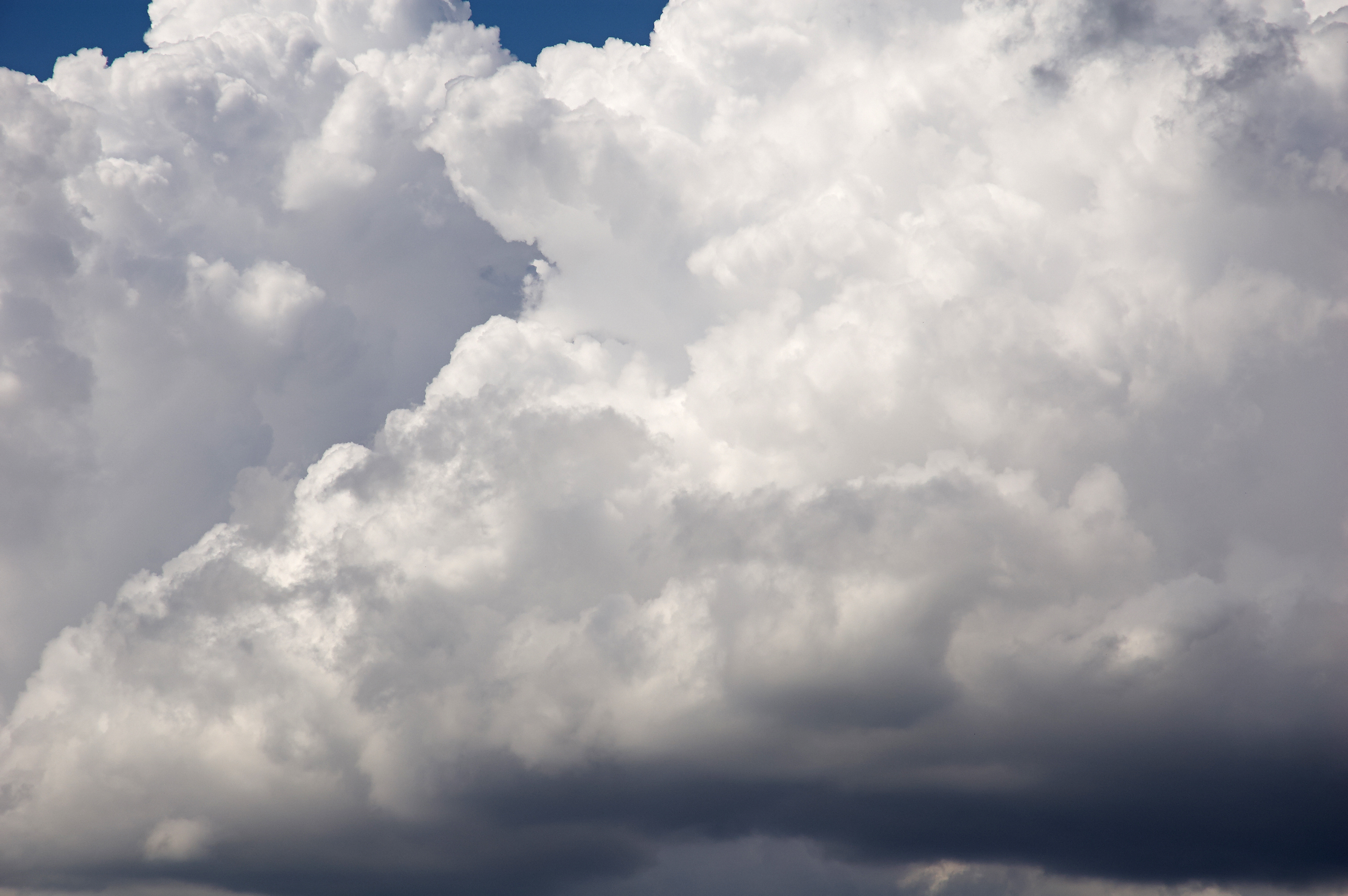
Nuages gris.

Le gris est un champ chromatique défini par la faiblesse ou l'absence de l'impression de couleur, dont l'intensité lumineuse est moindre que celle du blanc et supérieure à celle du noir.
Les images ne présentant aucune impression de couleur sont généralement dites en noir et blanc ou en grisaille.

## Situation chromatique
La norme AFNOR X08-010 : Classification méthodique générale des couleurs (annulée le 30 août 2014) situait le champ chromatique correspondant à la teinte grise dans une région de luminance entre 5 et 75 % du blanc, avec une saturation devant être plus faible pour les teintes claires (les verts) que pour les sombres (les pourpres).
Ces limites indicatives s'appuyaient sur la sensibilité de l'œil humain. La transition avec les champs chromatiques voisins, les beiges et les roses pour les gris clairs, et les kakis, bruns marron et bordeaux, verts, bleus et pourpres pour les gris sombres est progressive.

## Description des gris
La notion de gris étant large, elle peut être qualifiée. Les adjectifs « clair », « moyen » et « foncé » indiquent la luminosité.
Le gris neutre est rare. On peut préciser une vague dominante de couleur par apposition du nom d'une teinte proche, comme dans un « gris rose » ou avec les adjectifs en « —âtre » formés avec une teinte plus lointaine, comme un « gris verdâtre ». Assez vite, l'impression de couleur prend le dessus ; une couleur fortement désaturée se dit « grisâtre ».
En arts visuels, on parle de couleurs chaudes et froides, et donc de « gris chaud » s'il est légèrement orangé, sans aller jusqu'au beige, couleur voisine, et de « gris froid » quand il est légèrement bleu ou bleu-vert.

### Noms de nuances de gris
- Gris perle
- Gris argent
- Gris tourterelle
- Gris souris
- Gris acier
- Gris ardoise
- Gris anthracite
- Gris taupe

Le nuancier des papiers demi-teinte Canson comprend les numéros 120, gris perlé ; 122, gris flanelle ; 343,  gris Trianon ; 345, gris ardoise, 354 gris ciel; 426 gris ciel (plus froid) ; 429 gris fumé ; 431 gris chiné. Herbin propose sous le nom de « gris ciel » une encre d'un gris légèrement bleuté qui apparaît froid en comparaison au lavis d'encre de Chine.

### Gris informatique
L'informatique ne définit pas les couleurs directement, celles-ci dépendant de l'écran ou de l'imprimante et de leurs réglages. Le code rouge vert bleu peut se convertir en situation dans un espace colorimétrique, mais la diversité des matériels et des environnements rend l'estimation de la zone des codes de gris difficile.
Avec 8 bits par canal, il existe 256 niveaux possibles par canal. Pour un gris parfaitement neutre, les valeurs de rouge, vert et bleu sont égales. La valeur RVB (0,0,0) code le noir, la valeur RVB (255,255,255), le blanc. Les 254 valeurs entre les deux pourraient s'appeler gris, mais on ne peut être sûr que les plus claires ni les plus sombres se distinguent d'un noir ou d'un blanc sur tous les médias, ni qu'elles puissent se distinguer les unes des autres. On ne peut pas affirmer avec autorité où s'arrêtent les blancs, ni où commencent les noirs, d'autant plus que l'évaluation visuelle d'une couleur dépend de celles de son voisinage. Quand les composantes ne s'éloignent les unes des autres que d'une ou quelques-unes unités, on ne peut non plus préciser où s'arrête le gris. Comme pour les couleurs de surface, les tendances orangées ou bleuâtres s'assimilent plus au gris.
Les noms de couleur X11 comportent cent niveaux de gris numérotés ; la partie de cette liste qui définit les couleurs utilisées dans les codage HTML, SVG et CSS, à l'intention des navigateurs comprend:
| nom            | échantillon | traduction française | code hex | r,g,b       | teinte           |
| LightGray      |             | gris clair           | D3D3D3   | 211,211,211 | neutre           |
| DarkGray       |             | gris foncé           | A9A9A9   | 169,169,169 | neutre           |
| Gray           |             | gris                 | 808080   | 128,128,128 | neutre           |
| DimGray        |             | gris atténué         | 696969   | 105,105,105 | neutre           |
| LightSlateGray |             | gris ardoise clair   | 778899   | 119,136,153 | 210° (froid)     |
| SlateGray      |             | gris ardoise         | 708090   | 112,128,144 | 210° (froid)     |
| DarkSlateGray  |             | gris ardoise foncé   | 2F4F4F   | 47,79,79    | 180° (bleu-vert) |

## Gris neutre
Un gris neutre est un gris qui ne présente aucune dominante colorée.
Les chartes de gris neutre, diffuseurs aussi parfaits que possible (sans reflets) de réflectance 18 % ou 14 % sont d'un usage courant en photographie. Elles donnent une référence pour l'étalonnage des couleurs. Si la vision humaine s'adapte inconsciemment à l'éclairage, il n'en va pas de même pour les machines, et la couleur enregistrée pour le gris dépend de la lumière qui l'éclaire. On place la charte dans la lumière principale, afin de garder une trace de sa température de couleur et d'éventuelles déviations, fréquentes dans le cas d'un éclairage fluorescent. La réflectance de la charte est prévue pour pouvoir servir aussi de référence pour l'exposition d'un sujet moyen. 
Le gris neutre revêt une importance particulière du fait que la discrimination des couleurs, c'est-à-dire la capacité à différencier deux plages de même luminosité mais avec une couleur dominante légèrement différente, est maximale pour les teintes peu saturées et de luminosité moyenne, correspondant à la définition du gris.
Les filtres gris neutre s'interposent dans le flux lumineux pour contrôler l'éclairement de la surface sensible. On les désigne par le logarithme de leur absorbance (densité optique). Un gris neutre 0,3 laisse passer la moitié de la lumière, quelle que soit la couleur.

## Signification

### Codes de couleur
- Dans le code de couleurs des résistances électriques et des condensateurs, la couleur grise correspond au chiffre 8 et à une précision de 0,05 %. La norme CEI 60757 le désigne comme GY, abréviation de « grey ».
- Dans la norme AFNOR NF X08-100 « Tuyauteries rigides — Identification des fluides par couleurs conventionnelles, la couleur de fond gris clair (alu) correspond à la vapeur d'eau.

### Le gris typographique
Le gris typographique est l'évaluation visuelle, par le professionnel, de la répartition globale de la charge d'encre (noire) sur le papier (blanc) dans un texte imprimé.

### Symbolisme
Ni blanc, ni noir, ni coloré, le gris se perçoit surtout comme un manque. Le vêtement du pauvre est gris, écru, beige : ainsi nomme-t-on, au XIXe siècle, grisette la jeune femme pauvre que son travail dans un atelier ou une boutique ne met pas à l'abri de la faim, et dont la robe est grise, faute des moyens d'avoir du tissu teint.

À la fin du XVIe siècle, Abraham de Vermeil fait de ce caractère moyen l'emblème de la vertu : 

« Le Gris est le milieu de deux couleurs extrêmes,
Le milieu est le but que les vertus ont pris,
Puis donc que les vertus et le Gris sont de mêmes,
Qui aime la vertu, il aimera le Gris. »

Tristesse et savoir
Dans le symbolisme occidental, le gris est associé à l'ennui, à la dépression, à la tristesse, caractères mélancoliques associés au Moyen Âge à la sagesse et la connaissance.
- L'origine de cette symbolique réside dans le fait que le gris est une couleur terne, mi-blanc, mi-noir, couleur du ciel par mauvais temps, de la poussière qui s'amoncèle sur les choses immobiles et inertes, couleur de la moisissure, du stagnant[réf. souhaitée].
- De nos jours, on appelle littérature grise, selon l'AFNOR, un « document dactylographié ou imprimé, souvent à caractère provisoire, reproduit et diffusé à un nombre d’exemplaires inférieur au millier, en dehors des circuits commerciaux de l’édition et de la diffusion », c'est-à-dire des textes réputés de peu d'attraits, mais d'une grande utilité pour leurs usagers[9]. Exemple : la norme AFNOR définissant la littérature grise est de la littérature grise.
- Dans la hiérarchie du vêtement professionnel du XXe siècle, la blouse grise du technicien ou de l'instituteur est inférieure à la blouse blanche de l'ingénieur ou du savant, mais supérieure à la blouse bleue du magasinier.

Métal et mouvement
- En astrologie, selon certaines écoles, c'est la couleur symbolique associée à la planète Mercure, sans doute à cause de l'apparence du métal de même nom, de couleur argentée[réf. souhaitée].
- Dans l'hindouisme, la couleur grise est considérée comme sacrée. Elle est considérée comme un équivalent de la couleur argentée et correspond à la couleur de la fumée de l'encens, qui s'élève vers le ciel transportant avec elle les prières des humains. C'est aussi la couleur symbolique associée au cinquième chakra, Vishudda[réf. souhaitée].

### Expressions et proverbes
- « Le temps est gris », « il fait gris », sont des expressions populaires pour désigner, par métonymie, un temps nuageux et froid avec éventuellement du brouillard. Furetière explique cette expression en indiquant qu'« en vieux français le mot gris signifiait proprement froid et noirâtre ».
- « Faire grise mine », c'est laisser apparaître sa mauvaise humeur « L'Amant fait toujours grise mine — Quand il n'a pas le ventre plein — Vive l'Amour, pourvu qu'on dîne — C'est ma devise et mon refrain », lit-on dès 1637[10].  En conséquence, dit Furetière, « Faire grise mine à quelqu'un, [c'est] lui faire mauvaise réception, lui témoigner qu'on est mal satisfait de lui »[11].
- « Être gris » signifie en langage courant « être légèrement ivre », probablement parce qu'alors, la vision se trouble, et qu'on voit comme dans la grisaille d'un brouillard[12].
- Une « éminence grise » est un conseiller du pouvoir qui agit dans l'anonymat. On appelle « votre Éminence » les cardinaux qui forment la Curie autour du Pape. Les cardinaux sont vétus de rouge en signe d'éminence. L'expression « éminence grise » est donc un oxymore, quand on prend en considération la symbolique des couleurs, une figure de style appropriée à une expression polémique. Cette expression a d'abord servi contre le Père Joseph au XVIIIe siècle[13].
- « La nuit, tous les chats sont gris », proverbe réaliste, puisque la vision nocturne ne distingue pas les couleurs.

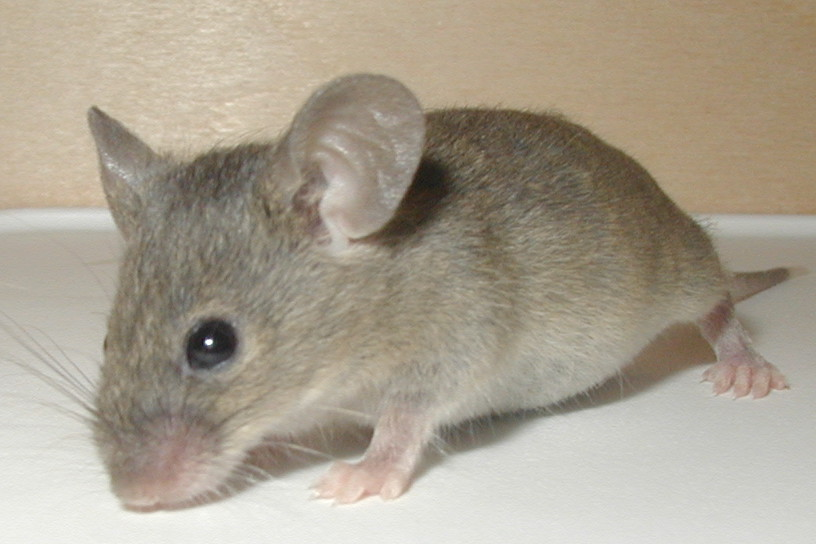
Souris grise
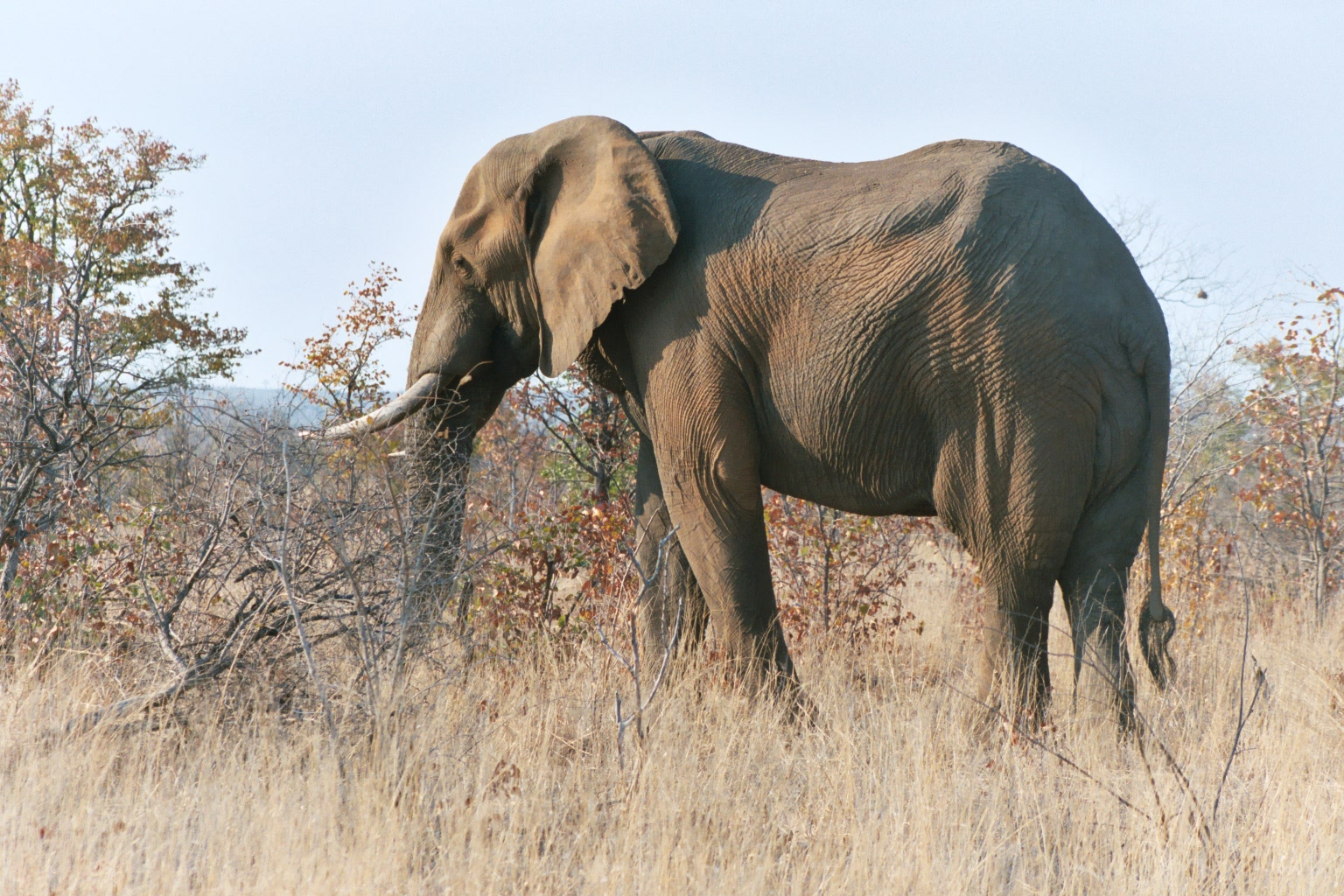
Éléphant
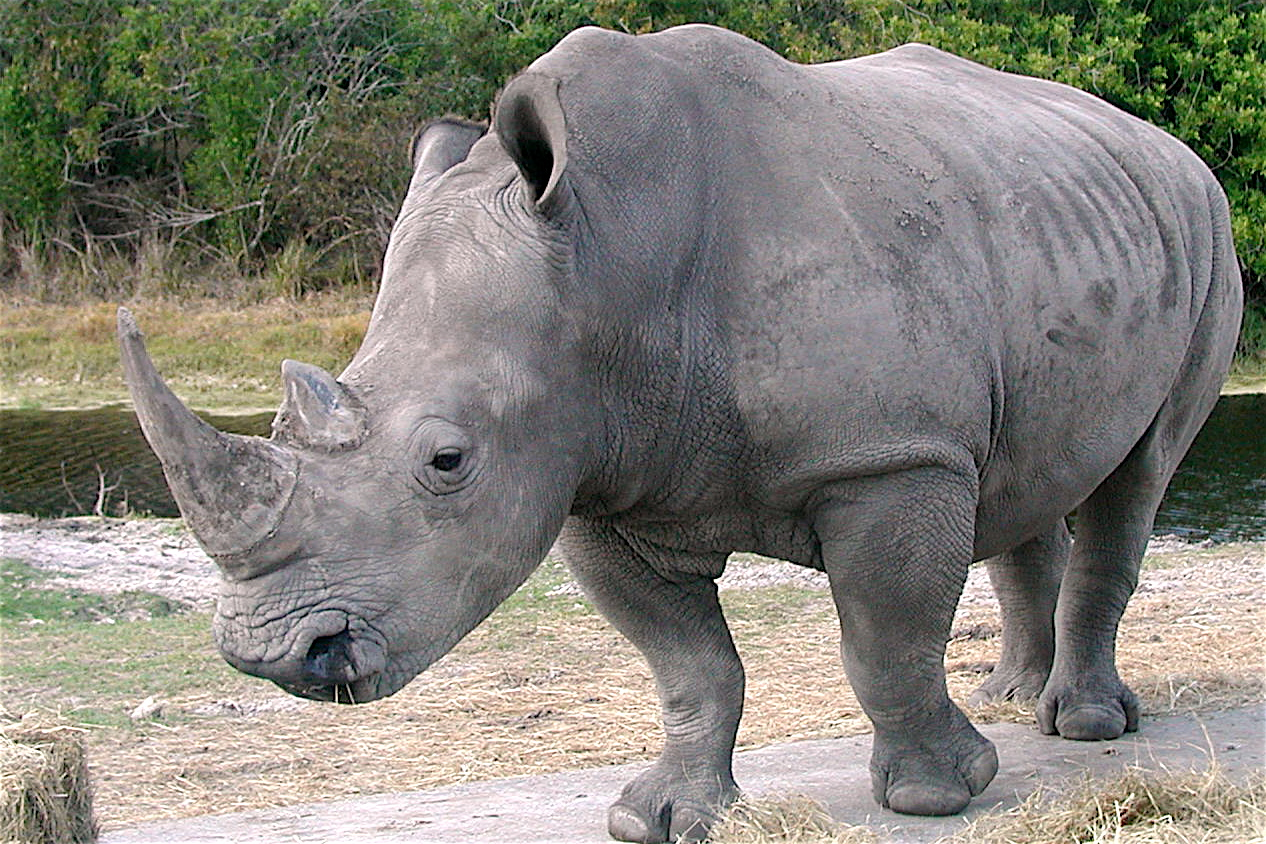
Rhinocéros
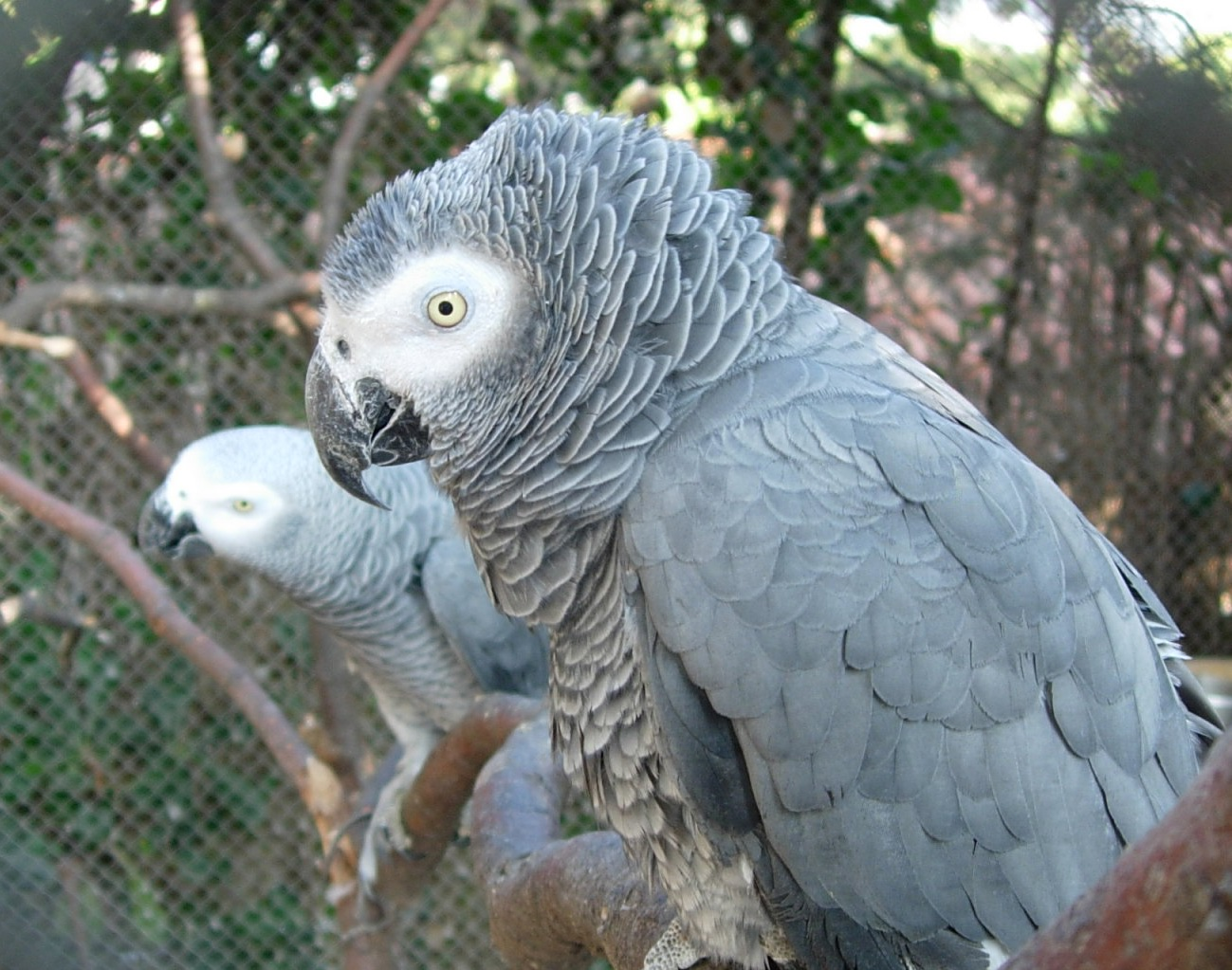
Perroquet gris du Gabon
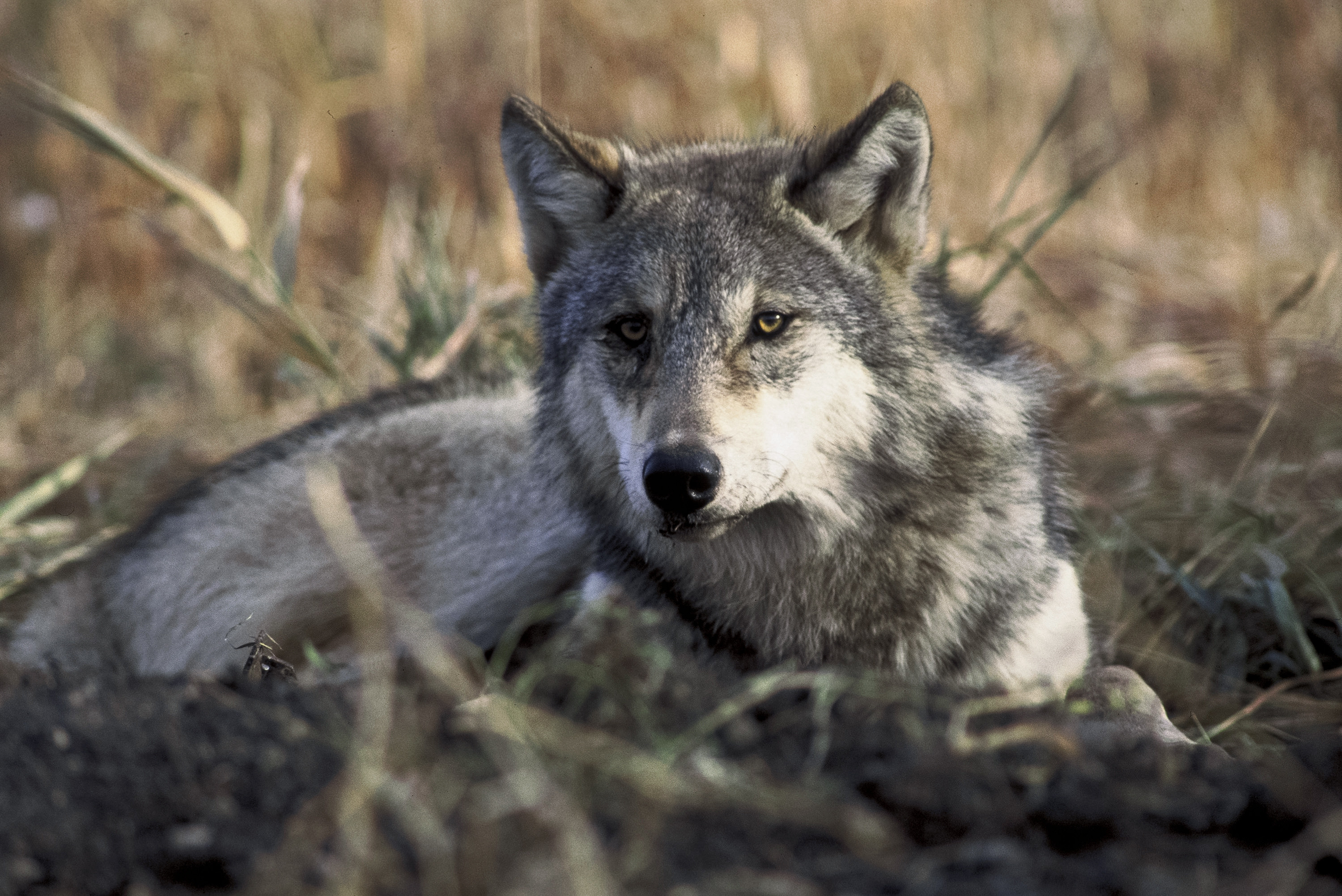
Loup